# Apirak
Apirak fou un regne situat a la regió d'Elam que fou conquerit per Naram-Sin, quan hi regnava Rish Ramman.
Reis:
- Rish Ramman